# Olga Schramm-Tschörner
Olga Schramm-Tschörner, Olga Tschörner de soltera, (Reichenberg, Baviera, 15 de febrer de 1897 - Colònia, 16 de març de 1969) fou una soprano alemanya.

## Carrera
Un cop acabats els seus estudis, va debutar el 1918 al Stadttheater de Kiel. Entre 1921 i 1926 va ser membre del conjunt de l'Stadttheater de Duisburg. Entre 1926 i 1929 va cantar a l'Òpera d'Hamburg.
El juny de 1929 va cantar tot un repertori d'òperes de Richard Wagner al Théâtre des Champs-Élysées de París: el paper de Woglinde de Das Rheingold; Die Walküre, com una de les valquíries; Siegfried com l'ocell del bosc; i Gutrune i Woglinde en Götterdämmerung. Totes aquestes òperes van ser dirigides per Franz von Hoesslin. A començaments d'aquell mes de juny havia cantat a Hamburg el paper de Musetta de La bohème de Giacomo Puccini, al costat de la soprano Rose Ade, com a Mimì, i del gran tenor Beniamino Gigli, en el paper de Rodolfo.
La Temporada 1929-1930 va cantar al Gran Teatre del Liceu de Barcelona l'òpera Così fan tutte de Wolfgang Amadeus Mozart, debutant al teatre el 3 de gener de 1930.
El 1934 va participar en una celebració en homenatge al compositor Richard Strauss, en celebrar-se el seu 70è aniversari. En aquella ocasió, Olga va interpretar el paper principal de l'òpera Arabella del compositor bavarès, sota la direcció Fritz Zaun.
A l'Òpera de l'Estat de Viena va actuar en dues ocasions, el 1938 en el paper principal de Turandot de Puccini i el 1939 en el paper de Leonora d'Il trovatore de Giuseppe Verdi, en ambdues amb el seu nom de soltera.
Després va pertànyer a l'Òpera de Colònia fins al 1950. El 1942, en plena Segona Guerra Mundial, va cantar el paper de Donna Anna de l'òpera Don Giovanni de Mozart a Colònia.
Va participar en concerts a aquesta ciutat des de 1948, participant en diverses obres amb solistes, com ara El Messies de Georg Friedrich Händel (1949), La Creació (en alemany Die Schöpfung) de Franz Joseph Haydn (23 d'abril de 1950) i la Messa de Rèquiem de Verdi (11 de març de 1951).
Es va casar amb Friedrich Schramm (1900-1981), intendent en diferents moments dels Teatres Municipals de Wiesbaden i Basilea, fill del cantant d'òpera Hermann Schramm (1871-1951) i de l'actriu Else Otto.